# Leila Barros
Leila Gomez de Barros, znana jako Leila (ur. 30 września 1971 w Brasílii) – brazylijska siatkarka, była reprezentantka Brazylii. Karierę siatkarki halowej zakończyła w 2005 roku. Obecnie reprezentuje Brazylię w siatkówce plażowej. Występowała na pozycji atakującej. Dwukrotnie zdobywała brązowy medal igrzysk olimpijskich w 1996 roku w Atlancie i 2000 roku w Sydney.
W 2000 została wybrana najlepsza sportsmenką w Brazylii.

## Życie prywatne
Jej mężem jest Emanuel Rego, brazylijski siatkarz plażowy. Para wzięła ślub w 2008] w Rio de Janeiro. W 2010 urodziła drugiego syna Lukasa, wcześniej w 1997 na świat przyszedł Mateus.

## Kariera zawodnicza
- 1992–1995  L'Ácqua di Fiori
- 1995–1996  BCN/Osasco
- 1996–1998  MRV/Suggar
- 1998–1999  Leites Nestlé
- 2000–2001  CR Flamengo
- 2001–2003  Brasil Telecom
- 2003–2005  Rexona Ades

## Sukcesy
- 1993: mistrzostwo Brazylii
- 1994: zwycięstwo w World Grand Prix
- 1996: zwycięstwo w World Grand Prix
- 1996: brązowy medal olimpijski (Atlanta)
- 1998: zwycięstwo w World Grand Prix
- 1999: srebrny medal World Grand Prix
- 2000: mistrzostwo Brazylii
- 2000: brązowy medal olimpijski (Sydney)
- 2004: zwycięstwo w World Grand Prix
- 2004: mistrzostwo Brazylii

## Nagrody indywidualne
- 1996: MVP World Grand Prix
- 1998: MVP World Grand Prix